# American Family Field
American Family Field (indtil 2021 Miller Park) er et baseballstadion i Milwaukee i Wisconsin, USA, der er hjemmebane for MLB-klubben Milwaukee Brewers. Stadionet har plads til 42.200 tilskuere, og blev indviet 6. april 2001. Stadionet er, ligesom f.eks Parken i København, udstyret med et mobilt tag, der kan trækkes over banen i tilfælde af regn.